# Ki táncol Lukréciával?
A Ki táncol Lukréciával? a Frakk, a macskák réme című rajzfilmsorozat harmadik évadjának hetedik része.

## Cselekmény
Lukrécia, Szerénke és Fricike, a kandúr éppen szánkózásból érkeznek haza. Lukrécia egy csésze meleg tejre invitálja Fricikét. Frakk éppen a díványon alszik, és hirtelen megérzi a macskaszagot. Felébred, és rátámad Fricikére, aki ijedtében a szekrényre menekül. Lukrécia és Szerénke beárulják Irma néninek Frakkot, aki elmondja a vizslának, hogy hozzá kell szoknia, hogy a macskákhoz olykor-olykor vendégek is járnak.
Ezt követően Lukrécia és Szerénke meghívja a barátait, Frigyest, Lőrincet, és még több macskát is házibulira. Frakk Károly bácsi szobájában van, és át akar menni, eközben ugat is. A vendégek a másik szobában táncolnak, majd amikor Irma néni tejet hozza, az egyik vendég a kutyaugatásra panaszkodik. Ezután az összes macska elmegy a háztól, hiába tartóztatja őket Lukrécia és Szerénke. Frakk átmegy abba a szobába, ahol előzőleg a vendégek voltak. A kutya megeszi az összes szendvicset, amit meghagytak. Szerénke sír, Lukrécia és Irma néni megróják, amiért elrontotta a házibulit. Ezután viszont Frakknak kell táncolnia a macskákkal, aztán viszont megunja, és vissza akarja hívni Frigyest és Lőrincet. Egy botra kolbászt rak, amit Fricike megesz, majd Frakk be akarja hívni őket, de elszaladnak. Lukrécia továbbra is Frakkal akar táncolni, így a vizslának továbbra is táncolnia kell a macskákkal.

## Alkotók
- Rendező és operatőr: Meszlényi Attila
- Társrendezők: Imre István, Várnai György
- Forgatókönyvíró: Bálint Ágnes
- Zeneszerző: Pethő Zsolt
- Hangmérnök: Bársony Péter
- Vágó: Czipauer János
- Tervezte: Várnai György
- Háttér: Szálas Gabriella
- Rajzolta: Kiss Bea
- Színes technika: Kun Irén
- Gyártásvezető: Bende Zsófi

Készítette a Magyar Televízió megbízásából a Pannónia Filmstúdió

## Szereplők
- Frakk: Szabó Gyula
- Lukrécia: Schubert Éva
- Szerénke: Váradi Hédi
- Károly bácsi: Suka Sándor
- Irma néni: Pártos Erzsi
- Frici: Márton András
- Lőrincz: Botár Endre
- Vörös csíkos kandúr: Czigány Judit
- Rózsaszín nősténymacska: Faragó Sári
- Fehér nősténymacska: Szécsi Vilma